# Robert Mensah
Robert Mensah fue un arquero ghanés. Como jugador, es recordado por sus partidos con el Asante Kotoko FC, club de fútbol ghanés, donde ganó la Liga de Campeones de la CAF en 1970.
Con su selección terminó subcampeón de la Copa Africana de Naciones 1968 y representó a Ghana en los Juegos Olímpicos de México 1968.
Mensah jugó la Liga de Campeones de la CAF del 67', la cual terminó en un empate 3 a 3 con el TP Mazembe de Zaire (actual Congo Democrático). Se programó una revancha, pero la Asociación de Fútbol de Ghana nunca le avisó al Asante, lo cual hizo que el Asante no jugase la revancha y se le diera la copa al Mazembe por default.
Mensah fue muy controversial en el fútbol ghanés por su famosa gorra de lana, la cual se creía que estaba hechizada, por lo cual, muchos jugadores quisieron robarsela, para poder anotar más fácilmente. En 1970, Mensah declaró que esa gorra se la regaló su difunto abuelo, por lo que la usaba para recordarlo.
En 1970 fue declarado el noveno mejor jugador africano de la historia, por la revista francesa France-Football. Un año más tarde, se le otorgó el premio al segundo mejor jugador africano del año.
Durante un juego contra Liberia en abril del 70', la hinchada de su país le tiró misiles y bombas de estruendo.
En junio del mismo año, su equipo, Los Textiles de Tema lo echó del plantel por no presentarse a los entrenamientos, aunque era sabido que él estaba entrenando para su selección, ya que iban a enfrentar un partido ante el combinado de Costa de Marfil en un amistoso.
Su inesperado último partido con la selección Ghanesa fue un 28 de octubre, de 1971, cuando perdieron 1 a 0 en tiempo extra contra Togo.

## Muerte y legado
Fue asesinado en 1971, luego de la desastrosa calificación de su seleccionado nacional a la Copa Africana de Naciones de 1972. El jugador fue apuñalado con una botella rota en el Bar Credo, en la ciudad de Tema y murió días más tarde en el Hospital General de Tema a las 2:30 AM del 2 de noviembre de 1971. 3 hombres fueron arrestados por la policía ghanesa luego de su muerte. Un electricista de 31 años, Isaac Melfah, fue declarado el asesino del mítico arquero ghanés.
Un estadio en Cape Coast fue nombrado en su honor. Se trata del estadio de los Ebusua Dwarfs, el club donde Mensah comenzó su carrera futbolística.
Mensah también es el tema central de una canción lanzada en 1972, en la cual se hablaba del alcoholismo y el consumo sin límites.
Su compañero en la selección, Ibrahim Sunday dijo que la falta de disciplina de Mensah fue la que provocó su muerte: "Robert era un gran arquero, pero al mismo tiempo era un "buscapleitos"; no era muy disciplinado fuera de la cancha, pero atajaba bien. Fue su falta de disciplina la que provocó su muerte"